# 韋爾希夫卡 (盧茨克區)
50°42′28″N 25°35′5″E / 50.70778°N 25.58472°E
韋爾希夫卡（烏克蘭語：Верхівка），是烏克蘭的村落，位於該國西部沃倫州，由盧茨克區負責管轄，始建於1570年，面積1.06平方公里，海拔高度247米，2001年人口163，人口密度每平方公里153.77人。